# محافظات أيرلندا

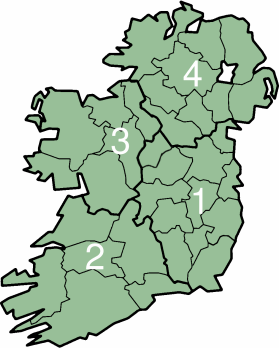
محافظات أيرلندا الاربعة:
1) لينستر
2) مونستر
3) كوناكت
4) أولستر

تقسم أيرلندا إلى أربع محافظات: كوناكت (كونوت) ولينستر ومونستر وأولستر. تشير الكلمة الأيرلندية لهذا التقسيم الإقليمي (cige) والتي تعني (الجزء الخامس) إلى أنه كان هناك في الأصل خمسة مقاطعات، وقد صنفت مقاطعة ميث كمقاطعة خامسة أحيانا؛ ومع ذلك كان هناك أكثر من خمسة مقاطعات في كثير من الأحيان خلال فترة القرون الوسطى. استمر عدد المقاطعات وحدودها بالتغير حتى عام 1610 عندما تم تعيينها بشكل دائم من قبل الإدارة الإنجليزية لجيمس الأول. لم تعد مقاطعات أيرلندا تخدم أغراضًا إدارية أو سياسية فقط ولكنها تعمل ككيانات تاريخية وثقافية.

## المقاطعات
| المحافظة | عدد السكان (2006) | مساحة (كم2) | عدد المقاطعات | المدينة الرئيسة |
| -------- | ----------------- | ----------- | ------------- | --------------- |
| لينستر   | 2,292,939         | 19,774      | 12            | دبلن            |
| مونستر   | 1,172,170         | 24,608      | 6             | كورك            |
| كوناكت   | 503,083           | 17,713      | 5             | غالواي          |
| أولستر   | 1,993,918‡        | 24,481      | 9             | بلفاست          |